# Dillard E. Bird
Dillard Eugene Bird, né le 8 octobre 1906 et mort le 2 janvier 1990 est un ingénieur industriel et consultant américain, fondateur et président de la Dillard E. Bird Associates. Il est connu pour sa contribution dans le domaine de l'administration du personnel et pour être le 10e président de la Society for Advancement of Management de 1949 à 1951.

## Biographie
Bird voit le jour en 1906 à Covington, Kentucky, il est le fils de Nora M. Bird (1874-1963). Il obtient son AB de l'université de Cincinnati en 1933 sous Ralph C. Davis, et son MBA de l'Ohio State University en 1938. En 1951, il obtient également son doctorat à l'Ohio State avec la thèse intitulée La relation de stabilisation au sein de l'organisation de l'entreprise à la garantie de travail ou de salaire.
Après avoir obtenu son diplôme, Bird rejoint la Wharton School de la faculté de l'université de Pennsylvanie, où il est agent de placement en 1937 et directeur adjoint du personnel étudiant en 1939. Il enseigne également la gestion industrielle et les relations industrielles à la Wharton School of Finance and Commerce, et est consultant industriel et gouvernemental en relations humaines.

## Travaux
Vers 1943, Bird fonde sa propre entreprise, Dillard E. Bird Associates, consultants en gestion à Cincinnati, Ohio. Entre autres, il est expert pour le bureau américain du haut-commissaire américain pour l'Allemagne en 1937, la National Wholesale Druggists 'Association en 1949, et la SEE Foremanship Foundation à Dayton, Ohio en 1951.
Depuis 1942, Bird enseigne l'administration du personnel et les relations de travail à l'université de l'université de Cincinnati .
Bird est le 10e président de la Society for Advancement of Management de 1949 à 1951. Il est le successeur de Charles C. James, et est remplacé par Leon J. Dunn.

## Famille
Dillard Eugene Bird épouse Mary Carmichael Andrews, la fille de James HM Andrews et d'Esther McKinley (Bender) Andrews. Ils ont un fils, Dillard Eugene Bird, Jr. (1941-2015).

## Publications

### Ouvrages
- Dillard Eugène Bird. Formation de contremaître, développement, méthodes : une étude de cas. Thèse de maîtrise université de Cincinnati, 1933[6].
- Oiseau, Dillard Eugène. Construire des relations humaines. Cincinnati, 1948 [15]
- Dillard E. Bird. Le développement des associations de gestion en Allemagne. 1949.
- Dillard E. Bird. La relation de stabilisation au sein de l'organisation de l'entreprise à la garantie du travail ou du salaire. Thèse de doctorat à Ohio State, 1951.
- Dillard Eugène Bird. La garantie du travail et du salaire. Ohio State University, 1953. (614 p. )

### Articles
- Bird, Dillard E. Chapitre manuel d'exploitation. VOIR Société pour l'avancement de la gestion, 1948[16].
- Bird, Dillard E. Dillard E. Bird Associates, consultants en gestion. 1948[17].
- Bird, Dillard E. Enquête sur l'éducation économique. VOIR Fondation Foremanship, Dayton, Ohio, 1951[18].